# Tone Damli

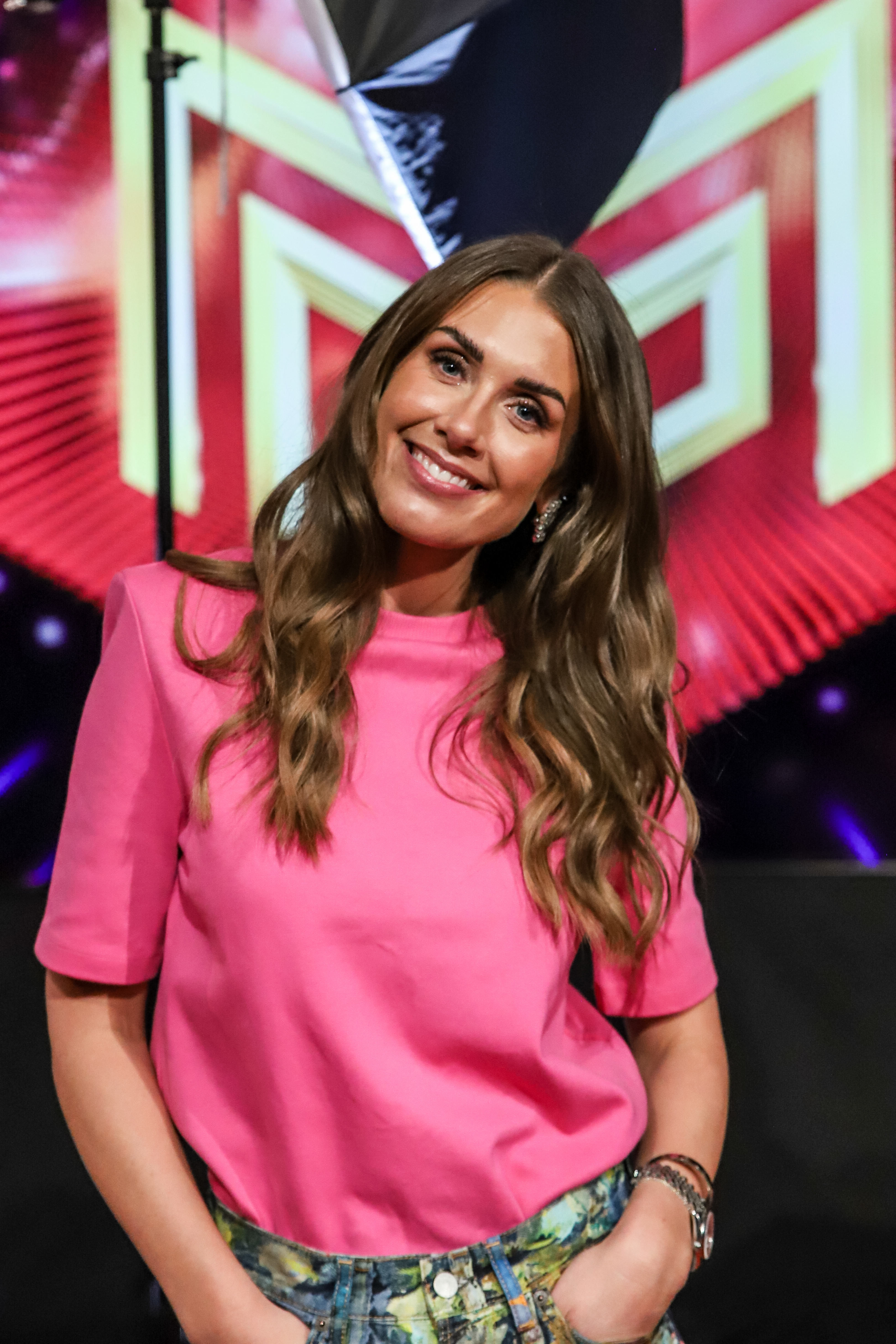
Tone Damli (2025)

Tone Damli Aaberge (* 12. April 1988 in Sogndal) ist eine norwegische Sängerin.

## Leben
Damli stammt aus der westnorwegischen Kommune Sogndal. Im Jahr 2004 begann sie, den Musik-, Tanz- und Theaterzweig der weiterführenden Schule in Sandane zu besuchen. Bekanntheit erlangte sie, als sie im Jahr 2005 im Alter von 16 Jahren hinter Jorun Stiansen den zweiten Platz in der norwegischen Version von Idol erreichte. Im selben Jahr veröffentlichte sie mit Bliss ihr Debütalbum. Im Herbst 2006 wirkte sie an der bei TV 2 ausgestrahlten Tanzshow Skal vi danse mit. In den Jahren 2007 und 2009 gab sie die Alben Sweet Fever und I Know heraus.
Im Jahr 2009 nahm sie am Melodi Grand Prix, den norwegischen Vorentscheid für den Eurovision Song Contest, teil. Mit ihrem Beitrag Butterflies erreichte Damli den zweiten Platz hinter dem späteren ESC-Sieger Alexander Rybak. In Deutschland wurde ihr Lied Butterflies im Jahr 2010 der Titelsong der ZDF-Telenovela Lena – Liebe meines Lebens. Mit Cocool veröffentlichte sie 2010 ihr viertes Album.
In den Idol-Staffeln der Jahre 2013 und 2014 fungierte Damli als Jurorin. Im November 2014 gab sie das Weihnachtsalbum Di første jul mit Liedern in der norwegischen Sprachform Nynorsk heraus. Im Jahr 2018 nahm sie an der Musikshow Hver gang vi møtes teil. Bei der Realityshow Love Island gab Damli im Herbst 2018 ihr Moderationsdebüt. Im Jahr darauf wurde sie von Morten Hegseth ersetzt. Beim Melodi Grand Prix 2020 kehrte sie zum Melodi Grand Prix zurück. Mit ihrem Lied Hurts Sometimes war sie automatisch für das Finale qualifiziert, wo sie sich nicht unter den besten vier Beiträgen platzieren konnte. Im Jahr 2023 nahm sie an der NRK-Musikshow Stjernekamp teil, im Jahr darauf war sie Teilnehmerin bei Maskorama. Im Jahr 2025 trat Damli erneut beim norwegischen Vorentscheid für den Eurovision Song Contest, dem Melodi Grand Prix 2025, an. Sie erreichte dort mit dem Lied Last Song den fünften Platz.
Von 2009 bis Februar 2013 war sie mit dem norwegischen Schauspieler Aksel Hennie liiert.

## Diskografie
bis 2009 als Tone Damli Aaberge

### Alben
| Jahr | Titel         | Höchstplatzierung, Gesamtwochen, AuszeichnungChartsChartplatzierungen (Jahr, Titel, Platzierungen, Wochen, Auszeichnungen, Anmerkungen) | Anmerkungen |
| Jahr | Titel         | NO | Anmerkungen |
| ---- | ------------- | --- | ----------- |
| 2005 | Bliss         | NO14 (8 Wo.)NO |             |
| 2007 | Sweet Fever   | NO8 (5 Wo.)NO |             |
| 2009 | I Know        | NO3 (20 Wo.)NO |             |
| 2010 | Cocool        | NO22 (5 Wo.)NO |             |
| 2012 | Looking Back  | NO13 (7 Wo.)NO |             |
| 2014 | Di første jul | NO9 (12 Wo.)NO |             |

### Singles
| Jahr | Titel Album             | Höchstplatzierung, Gesamtwochen, AuszeichnungChartplatzierungen (Jahr, Titel, Album, Platzierungen, Wochen, Auszeichnungen, Anmerkungen) | Höchstplatzierung, Gesamtwochen, AuszeichnungChartplatzierungen (Jahr, Titel, Album, Platzierungen, Wochen, Auszeichnungen, Anmerkungen) | Höchstplatzierung, Gesamtwochen, AuszeichnungChartplatzierungen (Jahr, Titel, Album, Platzierungen, Wochen, Auszeichnungen, Anmerkungen) | Anmerkungen      |
| Jahr | Titel Album             | DE | NO | SE | Anmerkungen      |
| ---- | ----------------------- | --- | --- | --- | ---------------- |
| 2007 | Fever Sweet Fever       | — | NO6 (13 Wo.)NO | — |                  |
| 2009 | Butterflies I Know      | DE86 (1 Wo.)DE | NO2 (17 Wo.)NO | — |                  |
| 2009 | I Know                  | — | NO4 (12 Wo.)NO | — |                  |
| 2010 | I Love You Cocool       | — | NO7 (10 Wo.)NO | — |                  |
| 2010 | Stuck in My Head Cocool | — | NO2 (7 Wo.)NO | — | feat. Vinni      |
| 2012 | Look Back Looking Back  | — | NO8 (3 Wo.)NO | — |                  |
| 2012 | Imagine Looking Back    | — | NO9 Platin · (4 Wo.)NO | SE49 (1 Wo.)SE | feat. Eric Saade |
| 2017 | Strangers –             | — | NO35 Gold · (1 Wo.)NO | — |                  |

Weitere Singles
- 2005: The Bliss Song
- 2006: Somewhere Soft to Land
- 2007: Young and Foolish
- 2010: Crazy Cool
- 2012: Smash
- 2013: Winner of a Losing Game (NO: Gold)
- 2013: Perfect World
- 2014: Heartkill
- 2016: Di Første Jul
- 2017: Pinnacle
- 2018: Seasick
- 2020: Hurt Sometimes